# Monstrance

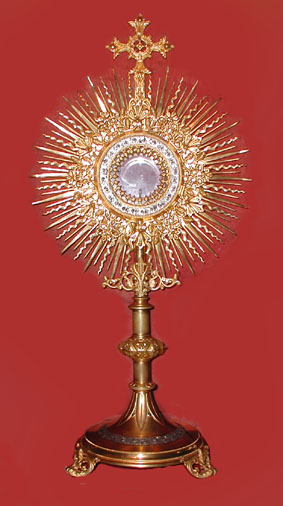
Sluncová monstrance z konce 19. století

Monstrance (z lat. monstrare, předvádět, volněji demonstrovat), jiným termínem custodia, je ozdobná schránka na noze, zhotovená z ušlechtilých kovů (nejčastěji ze zlaceného stříbra), patří k svatému nářadí a nádobí, uctívanému na oltářích katolických chrámů, latinsky zvanému Vasa sacra. V nejstarších dobách (asi od 12. století) sloužila k ukazování svatých ostatků (latinsky ostensio), byla tedy původně ostensorium, otevřený (zasklený, či křišťálem nebo berylem opatřený) relikviář, také (monstrantia pro reliquiis).

## Účel
Monstrance od vrcholného středověku slouží k vystavování a uctívání svěcené (tzv. konsekrované) hostie v katolickém kostele. Používá se mimo mši (kromě tzv. Missa coram Sanctissimo), při tzv. (eucharistickém) výstavu, kdy jsou věřící vyzváni k její adoraci (klanění). Obřad se nazývá adorace Nejsvětější svátosti oltářní, kromě klanění při něm znějí sborové modlitby. Během adorace se připomíná symbolika proměnění hostie v Tělo Kristovo. Dříve se ve svátek Božího Těla pořádala četná eucharistická procesí, v nichž byla monstrance nesena pod baldachýnem (nebesy) nebo vezena na voze. Odtud se pro největší monstrance vžilo označení „procesní“.

## Historie
Monstrance se pro hostie používají od 13. století, označovaly se termínem monstrantia pro corpore Christi. Tehdy tuto formu uctívání vyvolala svým zjevením řeholnice sv. Juliána z Lutychu († 1258), která rovněž předložila návrh uctívání ke schválení papeži. Brzy byla monstrance uvedena do praxe církevními představiteli některých regionů, a prosazována také řeholníky a řeholnicemi. S monstrancí jako poznávacím atributem bývají vyobrazeni její ctitelé svatý Norbert, sv. Klára nebo sv. Tomáš Akvinský, který k procesí Božího Těla složil pět hymnů. Až do té doby se hostie adorovala bez monstrance. Nejstarší dochované monstrance pocházejí z Nizozemí (Belgie) a z Porýní a datují se do 2. poloviny 13. století.

## Vzhled a popis

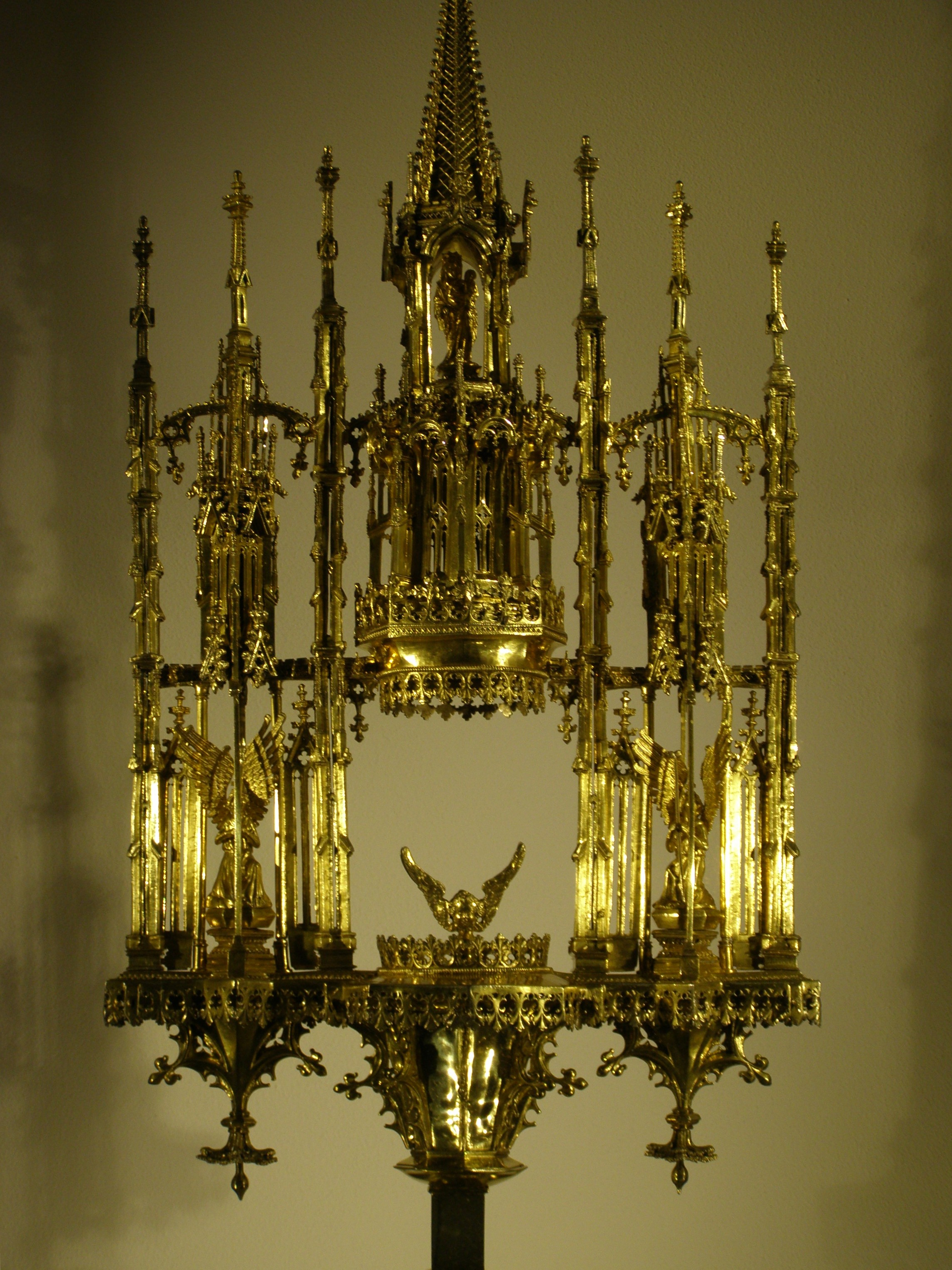
Sedlecká monstrance - detail schránky: lunula, andělé s nástroji Kristova utrpení

Monstrance se skládá z několika článků: tvoří ji noha, členěná na podstavnou patku (kruhovou plochou či odstupněnou, laločnatou, cípatou či vykrajovanou) a dřík (válcový, šesti- či osmihranný), projmutý ořechem (latinsky nodus) mezi dvěma prstenci. Ořech může mít tvar kulovitý, zploštělý nebo vázový (pak se noha nazývá balustrová). Na noze je vztyčena prosklená schránka, jež má od středověku do renesance skleněný válec nebo čtvercové okénko, v době barokní mívá okénko kasulový tvar.
Gotická architektonická monstrance – má systém věžic, oblouků arkád, vnějších opěráků s vimperky, fiálami a chrliči, připomínající trojlodí či pětilodí gotického chrámu. Skleněný válec je vložený do věže či pod baldachýn mezi opěráky, a proto se monstrance nazývá architektonická. Pod oblouky arkád či ve výklencích nik bývají na soklech umístěny figurky Panny Marie, světců nebo andělů s nástroji Kristova umučení. Na vrcholu může být plastický krucifix, Kalvárie nebo pelikán v hnízdě krmící mláďata svou krví; u vícestupňových věží pod ním ještě ve výklenku Ecce homo, Kristus v hrobě, Pieta .
Od pozdní gotiky (kolem 1480) se hostie zvětšuje a vyžaduje skleněné okénko, zpravidla ve čtvercovém architektonickém rámečku.
Barokní sluncová monstrance – původně pravoúhlý rámeček se v barokní době změnil na oválné, ve tvaru kasulového okénka nebo srdce, zdobí se věncem oblaků mezi anděly, a ještě velkou sluncovou paprsčitou svatozáří, podle které se tento typ monstrance nazývá sluncová. Schránka bývá někdy nahoře korunovaná uzavřenou plastickou korunkou. Oproti gotické monstranci má odlišnou siluetu i modelaci. Dřík nohy může být bez ořechu, tvarován do podoby figury Panny Marie, proroka, světce, archanděla, praotce Jesse s Kristovým rodokmenem, ale také například horníka. Vzácně může mít schránka kompozici Poslední večeře Páně (Augsburg).

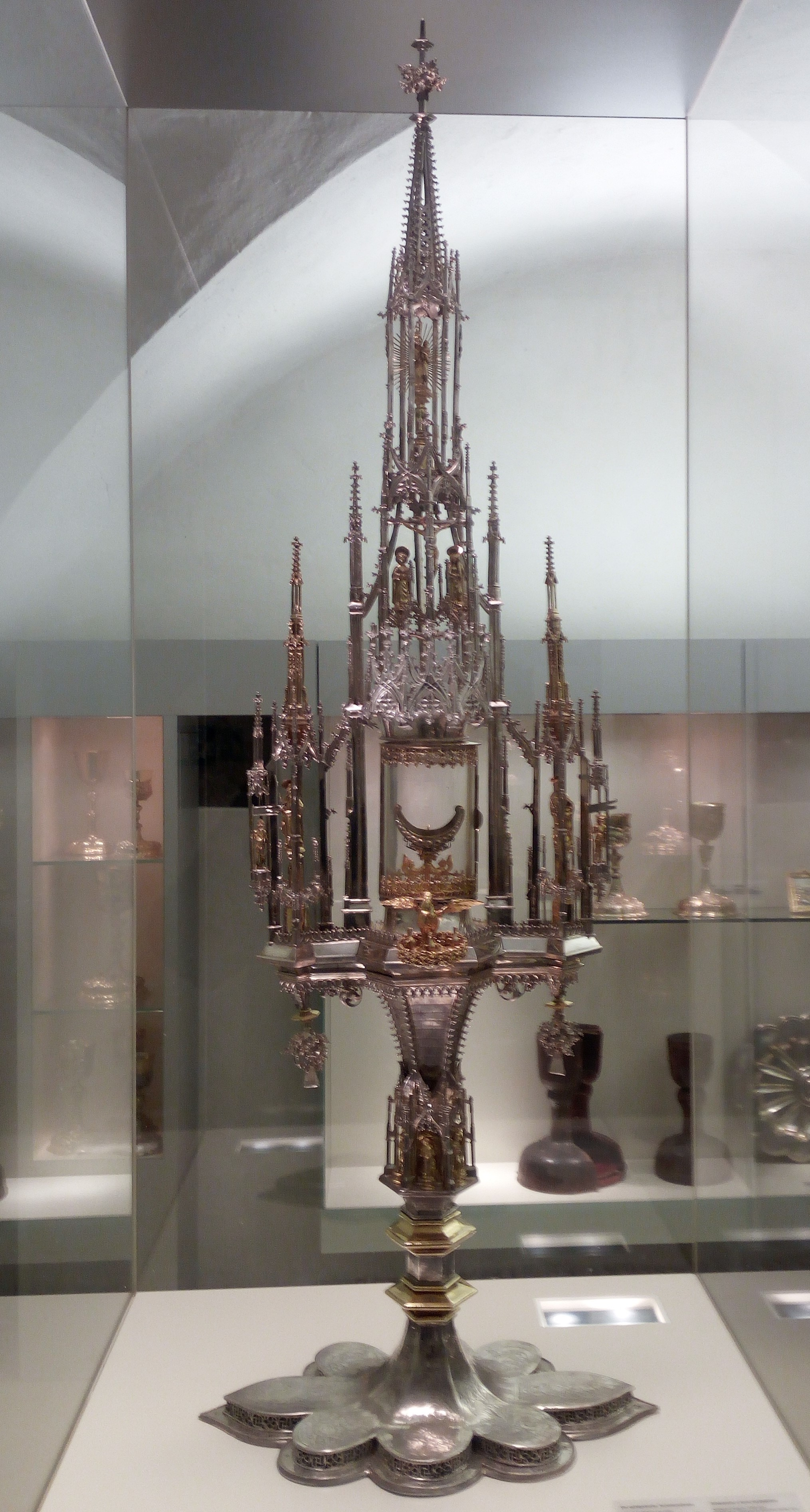
Gotická věžová monstrance z Bolzana

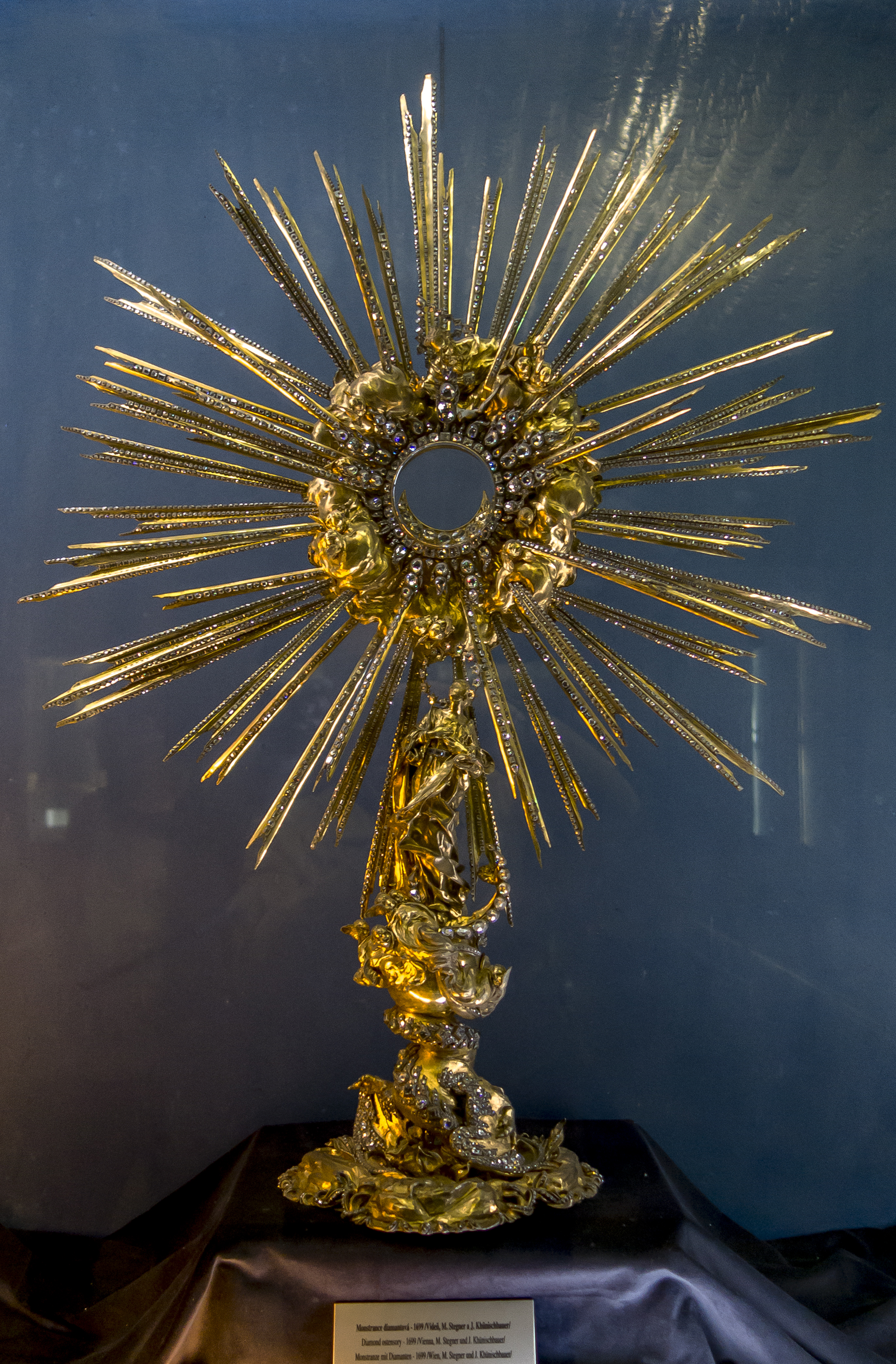
Monstrance Zlaté slunce z Loretánského pokladu v Praze

Ve schránce je hostie upevněna svisle v držátku zvaném lunula (či melchisedech), ve tvaru ležatého půlměsíce, většinou bývá zajištěna svorkami či pérkem, a s kolejnicemi k vysunutí. Lunula podle liturgického předpisu má být zhotovena ze zlata, může být zdobena drahokamy nebo plastickými okřídlenými hlavičkami andělů.

## Nejvýznamnější monstrance (Evropa)

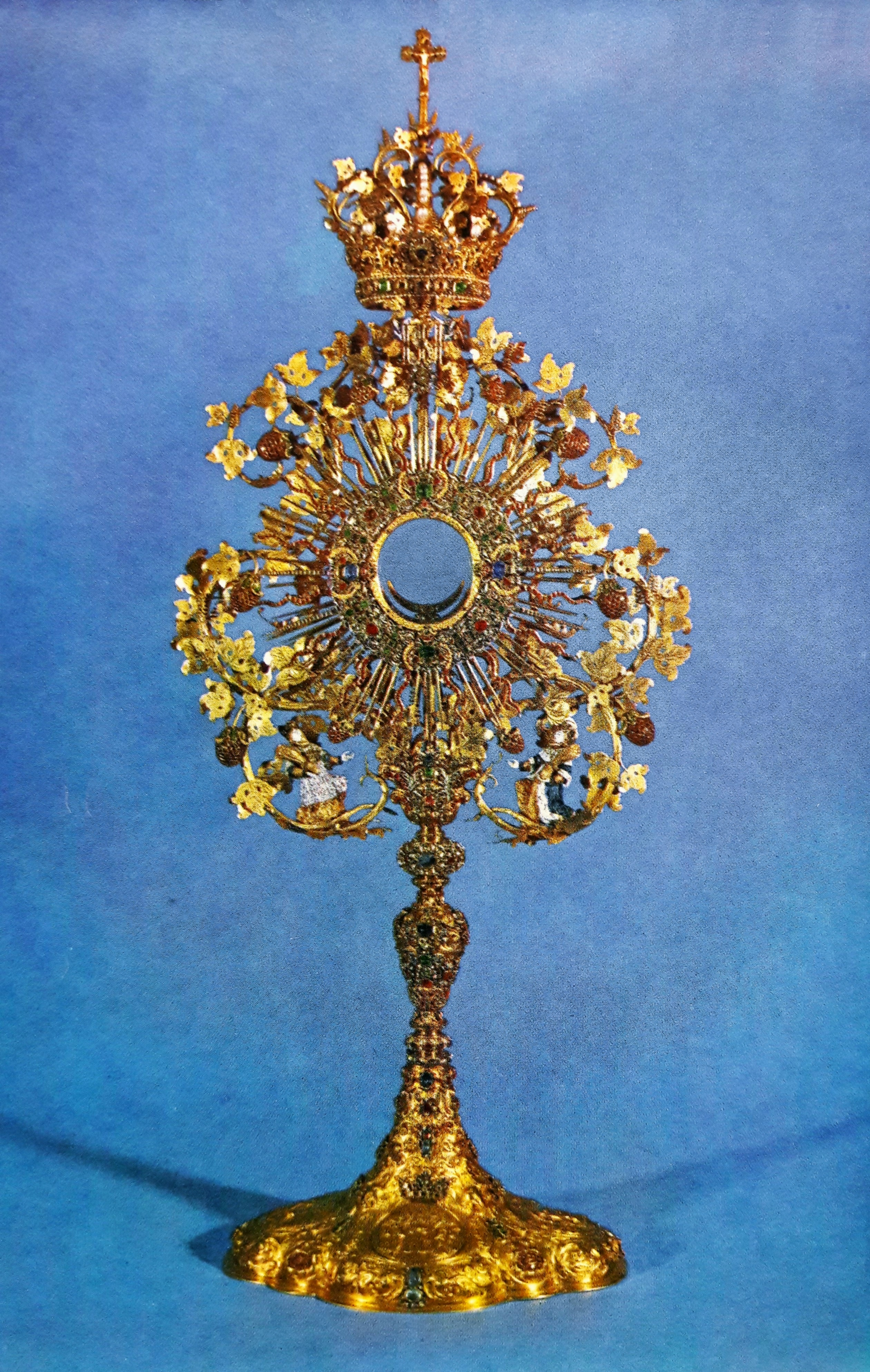
Zlatá monstrance z Jasné Góry

### Česko
Nejstarší gotická věžová monstrance ze zlaceného stříbra se dochovala v Sedlci u Kutné Hory (Sedlecká monstrance) a pochází z doby kolem roku 1390. V klášterním muzeu je vystavena její kopie od výtvarníka Jiřího Urbana.
Z 15. století pocházejí významné monstrance například z Mělníka, z Kutné Hory, Mladé Boleslavi, z Rakovníka nebo od sv. Michala z Olomouce. Na počátku 16. století vznikly monstrance z Malesic u Stříbra (1503, z Bohdanče, Žíželic u Kolína nebo ze Sobotky.
V ČR se rovněž dochovaly tři zlaté monstrance barokní:
- ve Svatovítském pokladu, Praha (1768), dílo bratří Jana a Jiřího Packenyů
- v Loretánské pokladnici v Praze na Hradčanech, zvaná Zlaté slunce,
- Schrattenbachova monstrance v pokladu arcibiskupství v Olomouci (Zlaté slunce Moravy).

### Itálie
- Nejvyšší gotická monstrance pochází z Bolzana z roku 1490, je stříbrná a měří 102 cm. Je vystavena v tamním chrámovém muzeu.
- Další jsou uctívány např. v Římě, v dómských pokladech v Brixenu nebo Tridentu.

### Německo
- Významné monstrance jsou u sv. Kolumby v Kolíně nad Rýnem, v Kreuznachu,
- v Essenu
- v chrámovém pokladu v Cáchách,
- v Bavorsku na Svaté hoře v Andechsu, dále v Mnichově, ve Freisingu či v chrámovém pokladu pasovské katedrály sv. Štěpána.

### Nizozemí
- Gotická věžová monstrance ze 's-Hertogenbosche
- Gotická věžová monstrance z Purmerendu u Edamu

### Polsko
- Gotická věžová monstrance z kostela Corpus Christi v Poznani
- Gotická věžová monstrance v chrámovém pokladu v Hnězdně
- Barokní zlatá monstrance z Jasné Hory (1672)
- Barokní monstrance z Gdaňsku má po stranách schránky reliéfní skupinu Poslední večeře Páně.

### Rakousko
- z Hnanic pochází nejstarší rakouská autorem signovaná a městským puncem značená monstrance, vytvořil ji Erhard Efferdinger z Vídně roku 1523 a je vystavena v Jihomoravském muzeu ve Znojmě.
- Významná gotická věžová monstrance ze Svatoštěpánského dómu ve Vídni je vystavena v tamním Arcidiecézním muzeu.
- Gotická věžová monstrance je také u augustiniánů v Klosterneuburgu.

### Slovensko
- Nejstarší gotická monstrance ze zlaceného stříbra pochází z dómu sv. Martina v Bratislavě a měří 104 centimetry[2]
- Gotická monstrance z Košic je dílem tamního zlatníka Antonína.
- Významné barokní monstrance se smaltovanými medailony vytvořil János Szilássy.

### Španělsko
Monstrance se tam nazývá custodia. K největším exemplářům, které mají v chrámě vlastní kapli, patří monstrance z Toleda, Ávily, Barcelony či Zaragozy, dosahují výšky kolem 3 metrů.

### Švýcarsko
- Dvě procesní gotické monstrance jsou v pokladu münsteru v Basileji.
- Velmi štíhlá gotická věžová monstrance se dochovala v Badenu v kantonu Aargau.